# جان بار

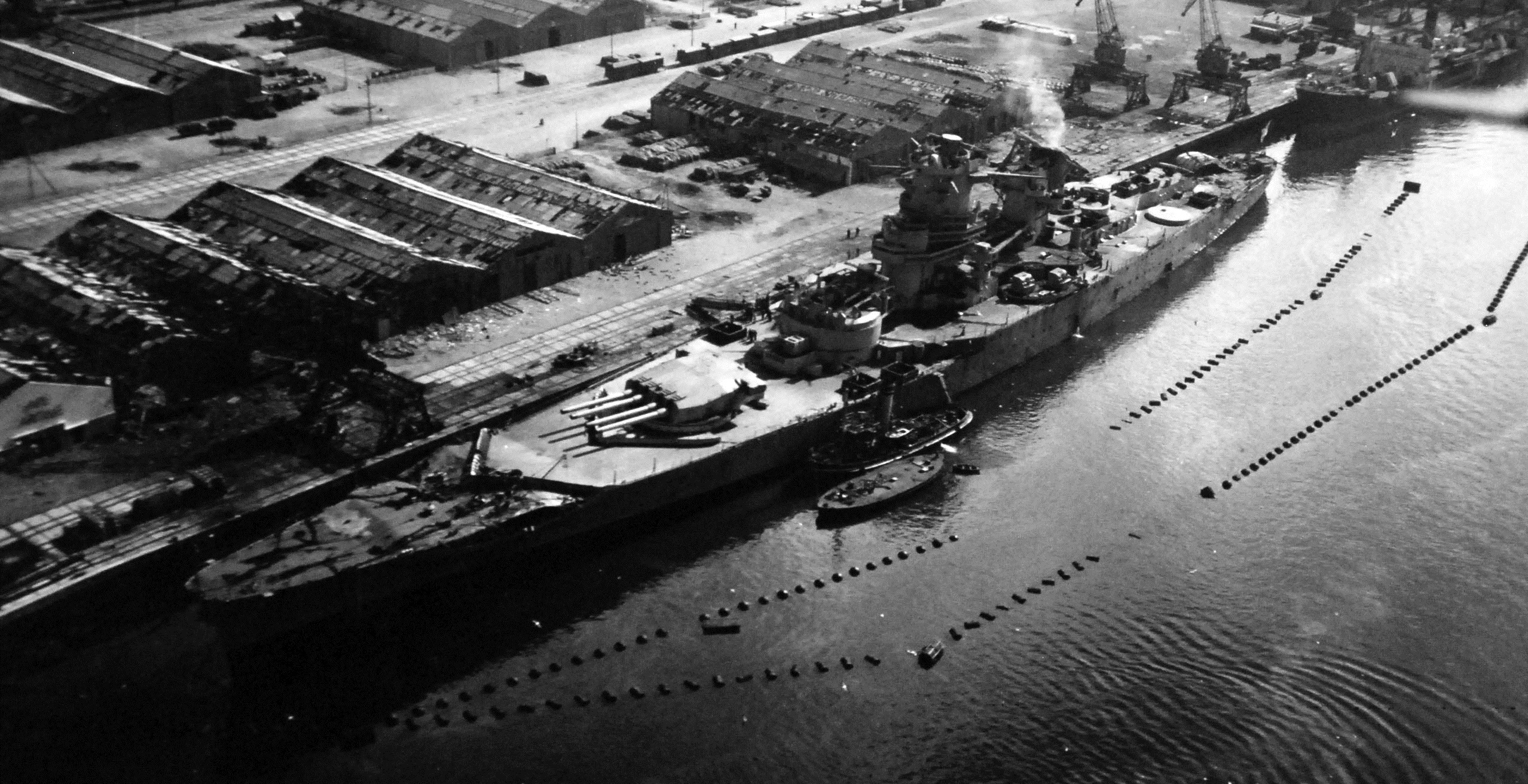

جان بار بارجة فرنسية الصنع صممها المهندس الفرنسي كامي روجرون، وكانت تعتبر من أقوى البارجات في ذلك الوقت، وكانت تحتوى على أول رادار في العالم، حيث لم تكن أي آلة حربية متحركة تحتوى على رادار في ذلك الوقت.
وفيما يلى بيانات تسليح البارجة "جان بارت"
البارجة جان بارت من طراز ريشيليو 
- الحمولة 48950 طن
- الغاطس: 8000 طن
- الطول 248 متر
- العرض 35 متر
- الغاطس 9 متر و 60 سم
- التسليح : فكان عليها 8 مدافع ثقيلة عيار 380 ملم في برجين مدافع رباعية في منصتين في المقدمة و 9 مدافع ثقيلة عيار 152 ملم في ثلاثة أبراج ثلاثية في منصة المؤخرة و 24 مدافع عيار 100 ملم مضاد للطائرات أيضا في إثنى عشر منصة أبراج مدافع مزدوجة (6 على على كل جانب)

علاوة على 8 مدافع عيار 40 ملم مضادة للطائرات موزعة على البارجة بالأضافة إلى على 28 مدفع عيار 57 ملم مضادة للطائرات موزعة على البارجة في بوارج مزدوجة ومجموعة 20 مدفع رشاش مزدوج عيار 20 سم مضادة للطائرات على جوانب السفينة
وانابيب طوربيد عيار 21 بوصة والعديد من الغام وقنابل الأعماق المضادة للغواصات
- عدد أفراد الطاقم يبلغ عدد أفراد طاقمها (عدد غير كامل خلال عام 1950) 911 فردا
- بلغ عدد طاقمها 1280 فردا خلال حرب السويس